# Pomadasys auritus
Pomadasys auritus es una especie de peces de la familia Haemulidae en el orden de los Perciformes.

## Morfología
• Los machos pueden llegar alcanzar los 52 cm de longitud total.

## Distribución geográfica
Se encuentra en la China, Tailandia, Singapur, Malasia y Australia (Nueva Gales del Sur ).